# Bombardeiro de mergulho
Bombardeiro de mergulho (português brasileiro) ou Bombardeiro de voo picado (português europeu) é uma aeronave parecida com um grande caça, que carrega uma bomba na fuselagem, mergulhando para soltá-la. O alemão Junkers Ju-87 Stuka é um dos exemplares mais famosos de bombardeiro de mergulho, com apogeu na ofensiva da Polônia (1939) e da França (1940), mas desastrosa na Batalha da Inglaterra, onde suas fraquezas - baixa velocidade e armamento fraco - foram reveladas e o tipo sofreu muitas baixas. O "Stuka" teve uma segunda vida na invasão da União Soviética em junho de 1941, permanecendo em uso até ao final do conflito.
Outros aviões bombardeiros de mergulho de destaque são: os alemães Henschel Hs 123 e Hs 129; o japonês Aichi D3A; os norte-americanos SBD Dauntless e Curtiss SBC Helldiver; estes últimos eram baseados em porta-aviões e foram muito usados na Segunda Guerra Mundial, principalmente no Oceano Pacífico, pois podiam ser completamente sediados em porta-aviões, sendo responsáveis pelo afundamento de inúmeros navios.
Atualmente, a função dos Aviões de Combate está cada vez mais unificada, e a grande maioria dos caças convencionais podem ser também utilizados para a função de bombardeio de mergulho.
|  |  |